# Robert Nowoczek
Robert Nowoczek (ur. 12 października 1919 w Łagiewnikach Śląskich, zm. 20 kwietnia 1983 w Bytomiu) − polski kolarz szosowy i trener kolarstwa. Medalista mistrzostw Polski.
Był zawodnikiem Stadionu Królewska Huta (od 1935), a po II wojnie światowej Chorzowskiego Klubu Cyklistów, przekształconego w 1948 w sekcję kolarską Ruchu Chorzów. Karierę zawodniczą zakończył w 1953 w związku z wypadkiem na trasie kolarskiej.
Jego największym sukcesem było górskie mistrzostwo Polski w 1949. Dwukrotnie startował w Wyścigu Pokoju. W pierwszej edycji wyścigu w 1948 zajął 16. miejsce, w 1949 – 22. miejsce.
Po zakończeniu kariery sportowej pracował jako trener w Ruchu Chorzów. Prowadził także polską kadrę narodową seniorów w kolarstwie szosowym (1957–1962). 